# Academy of Science Fiction, Fantasy and Horror Films
L'Academy of Science Fiction, Fantasy and Horror Films (Acadèmia de Cinema de Ciència-ficció, Fantasia i Terror) és una organització estatunidenca amb fins no lucratius fundada l'any 1972 per Donald A. Reed. Treballa per promoure i honorar els gèneres de la ciència-ficció, de la fantasia i del terror al cinema.
Els premis atorgats per l'Acadèmia s'anomenen Premis Saturn (Saturn Awards).